# Alpicat
Alpicat település Spanyolországban, Lleida tartományban. Alpicat Lleida és Torrefarrera községekkel határos. Lakosainak száma 6387 fő (2024).

## Népesség
A település lakosságának változását az alábbi diagram mutatja:
| Lakosok száma | 34   | 1233 | 1669 | 2631 | 3437 | 4852 | 6058 | 6297 | 6255 | 6387 |
|               | 1717 | 1887 | 1936 | 1960 | 1986 | 2004 | 2009 | 2014 | 2019 | 2024 |